# Three.js
Three.js — кроссбраузерная библиотека JavaScript, используемая для создания и отображения анимированной компьютерной 3D графики при разработке веб-приложений. Three.js скрипты могут использоваться совместно с элементом HTML5 CANVAS, SVG или WebGL. Исходный код расположен в репозитории GitHub.

## Обзор
Three.js позволяет создавать ускоренную на GPU 3D графику, используя язык JavaScript как часть сайта без подключения проприетарных плагинов для браузера. Это возможно благодаря использованию технологии WebGL. Поддерживает трёхмерные модели формата Collada.

## Особенности
- Рендереры: Canvas, SVG или WebGL
- Сцена: добавление и удаление объектов в режиме реального времени; туман
- Камеры: перспективная или ортографическая
- Анимация: каркасы, прямая кинематика, инверсная кинематика, покадровая анимация
- Источники света: внешний, направленный, точечный; тени: брошенные и полученные
- Шейдеры: полный доступ ко всем OpenGL-шейдерам (GLSL)
- Объекты: сети, частицы, спрайты, линии, скелетная анимация и другое
- Геометрия: плоскость, куб, сфера, тор, 3D текст и другое; модификаторы: ткань, выдавливание
- Загрузчики данных: двоичный, изображения, JSON и сцена
- Экспорт и импорт: утилиты, создающие Three.js-совместимые JSON файлы из форматов: Blender, openCTM, FBX, 3D Studio Max, и Wavefront .obj файл
- Поддержка: документация по API библиотеки находится в процессе постоянного расширения и дополнения, есть публичный форум и обширное сообщество
- Примеры: на официальном сайте можно найти более 150 примеров работы со шрифтами, моделями, текстурами, звуком и другими элементами сцены

Библиотека Three.js работает во всех браузерах, которые поддерживают технологию WebGL; также может работать с «чистым» интерфейсом элемента CANVAS, благодаря чему работает и на многих мобильных устройствах. Three.js распространяется под лицензией MIT license.

## Использование
Библиотека Three.js поставляется в одном JavaScript файле, который может быть подключён к странице в любом месте.
```
<
script
 
src
=
"js/three.min.js"
><
/script>

```

В следующем примере создаётся сцена, на неё добавляется камера и куб. Для сцены создаётся визуализатор <canvas> и окно просмотра для него добавляется в document.body. После загрузки сцены, куб начинает вращаться по осям X и Y.

Результат кода: Green Cube

```
<!DOCTYPE html>

<
html
>

	
<
head
>

		
<
meta
 
charset
=
"utf-8"
>

		
<
title
>
My first three.js app
</
title
>

		
<
style
>

			
body
 
{
 
margin
:
 
0
;
 
}

		
</
style
>

        
<
script
 
src
=
"https://cdn.jsdelivr.net/npm/three@0.124.0/build/three.js"
></
script
>

	
</
head
>

	
<
body
>

		
<
script
>

			
const
 
scene
 
=
 
new
 
THREE
.
Scene
();

			
const
 
camera
 
=
 
new
 
THREE
.
PerspectiveCamera
(
 
75
,
 
window
.
innerWidth
 
/
 
window
.
innerHeight
,
 
0.1
,
 
1000
 
);

			
const
 
renderer
 
=
 
new
 
THREE
.
WebGLRenderer
();

			
renderer
.
setSize
(
 
window
.
innerWidth
,
 
window
.
innerHeight
 
);

			
document
.
body
.
appendChild
(
 
renderer
.
domElement
 
);

			
const
 
geometry
 
=
 
new
 
THREE
.
BoxGeometry
();

			
const
 
material
 
=
 
new
 
THREE
.
MeshBasicMaterial
(
 
{
 
color
:
 
0x00ff00
 
}
 
);

			
const
 
cube
 
=
 
new
 
THREE
.
Mesh
(
 
geometry
,
 
material
 
);

			
scene
.
add
(
 
cube
 
);

			
camera
.
position
.
z
 
=
 
5
;

			
function
 
animate
()
 
{

				
requestAnimationFrame
(
 
animate
 
);

				
cube
.
rotation
.
x
 
+=
 
0.01
;

				
cube
.
rotation
.
y
 
+=
 
0.01
;

				
renderer
.
render
(
 
scene
,
 
camera
 
);

			
};

			
animate
();

		
</
script
>

	
</
body
>

</
html
>

```

## Критика
Разработка редактора сцен для Three.js находится на начальной стадии. Таким образом, создание даже примитивного 3D контента требует написания программного кода. В качестве недостатков движка также называются отсутствие своевременных обновлений документации и уроков.